# NGC 6791

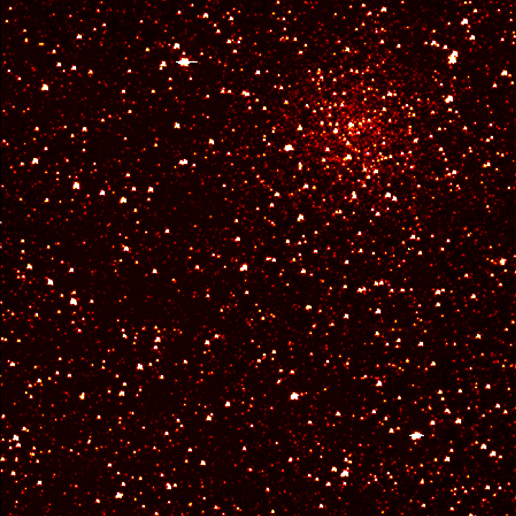
NGC 6791

NGC 6791是位於天琴座的疏散星團。他在1853年被弗里德里希·奧古斯特·特奧多爾·溫尼克所發現。